# Споменик Топола ужаса
Споменик „Топола ужаса“ је споменик у Бањалуци који је Република Српска подигла у знак сјећања на жртве усташког логора смрти Јасеновац. Споменик се налази на Тргу жртава Јасеновца испред зграде Народне скупштине Републике Српске у центру Бањалуке.

## Историја
Споменик Топола ужаса је 22. априла 2007. године открио тадашњи председник Владе Републике Српске Милорад Додик. Споменик је добио име по мучилишту Топола ужаса у усташком логору Доња Градина. Скулптура је димензија 3,3 метра са 8 метара, и израђена је од нерђајућег челика.